# 多纳西安·布谢
多纳西安·布谢（法語：Donatien Bouché，1882年5月10日—1965年），法国男子帆船运动员。他曾代表法国参加1928年夏季奥林匹克运动会帆船比赛，获得8米级金牌。